# SP 38
Silvan Perije (фр. Sylvain Perier), poznatiji kao SP 38, francuski je slikar rođen 1960. godine u Kutansu (фр. Coutances), u Normandiji (Francuska). U skladu sa pokretom slobodne figuracije, ovaj umetnik koji lepi plakate i izvodi performanse u javnom prostoru realizovao je umetnička dela u mnogim zemljama.

## Biografija
Rođen u Kutansu u Manšu 1960. godine, Silvan Perije je tamo proveo svoju mladost. Tokom dve godine pohađao je umetničku radionicu La Poulinière u Сен Лоu, i Likovnu Akademiju u Šerburu od 1976. do 1979. godine.
Zatim je živeo u Parizu četrnaest godina, od 1981. do 1995. Prvo se nastanio u kvartu San Žermen de Pre da bi se potom često selio i učestvovao u mnogim umetničkim skvotovima: CAES, Boinod, Garaža 53, Europaint, Trévise, Forge de Belleville, Turquetil, rue du Dragon, rue Blanche, Grange aux Belles... Takođe je jedan od glavnih pokretača andergraund umetničkog pokreta Zen Copyright koji, između ostalih, uključuje sledeće umetnike: Pierre Davis-Dutreix, Momo, Pedrô!, Yarps, Ed. Néant i Myster X.
Godine 1985. učestvovao u prvi skup pokreta ulične umetnosti i grafita u Bondy (Francuska), na inicijativi grupe VLP, sa umetnicima : Speedy Graphito, Miss Tic, Epsylon Point, Blek le rat, Futura 2000, Nuklé-Art, Jef Aérosol, Banlieue-Banlieue…
SP 38 je proveo dosta vremena u ulici Denoaje (fr. Dénoyez) u Belvilu u 20. arondismanu, gde je prekrivao zidove svojim posterima i slikama i izlagao u galeriji Frichez-nous la Paix. Bio je izuzetno posvećen tom amblematičnom mestu pariskih grafita sve do njegovog zatvaranja na leto 2015. godine.
U avgustu 1995. godine, seli se u Berlin, grad koji je “predstavljao sve što je moguće u uličnoj umetnosti”. Priključujuje se u umetničkim skvotovima: Tacheles, Acud, Prora na Rugen, Galerija Bluhende Landschaften, Stattbad. Lepi po gradskim zidovima plakate sa ironičnim sloganima kao što su "Živela buržoazija", "Živela kriza".
SP 38 i dalje živi u Berlinu i putuje po svetu da bi lepio plakate, nalepnice i izlagao svoja dela.

## Izložbe i performansi
Nekompletna lista.
| 2019      | - Unite Korea, izložba — Galerie Pont des arts, Coutances, Francuska - SPARALLÈLE38, izložba — Galerie Lithium, Pariz, Francuska - Post Korean Popup Show, izložba — Seul, Južna Koreja - Serigraffeur Galerie, izložba — Berlin, Nemačka |
| 2018      | - deTour Festival "Trial and Error", izložba — Hong Kong - Art Studio, izložba — Jeonju, Južna Koreja - The Box Factory, izložba — OMAE Gallery, Seul, Južna Koreja - Street Art City — Lurcy-Lévis, Francuska - Post-Vandal Residency 3 — Lab 29, Seul, Južna Koreja - Post-Vandal Residency 2 — Urban Spree Gallery i Boddinale, Berlin, Nemačka - Coloriage géant, izložba — Office franco-allemand pour la Jeunesse (OFAJ), Berlin, Nemačka |
| 2017      | - No Exit, Street Art Festival — Банкок, Тајланд - Made in Berlin, izložba — Galerija Le Cabinet d'amateur, Pariz, Francuska - Erased, izložba — Galerija Frichez-nous la Paix, Pariz, Francuska - Street art — Seul, Južna Koreja - Street Art / Inventory, izrada murala — Open Walls Gallery, Berlin, Nemačka |
| 2016      | - Open Walls Gallery, izložba — Berlin, Nemačka - izrada murala — Seul, Južna Koreja - Village Voice, izložba — Berlin, Nemačka - Ralentir Street Art, izrada murala — musée de La Poste, Pariz, Francuska - Nastavak kampanje Instin, kolaži — Istanbul, Turska /> |
| 2015      | - Escape (Legalize Freedom), izložba — Quin Hotel, Njujork, SAD - Art Résidence Paris Gare du Nord, Quai 36, izložba i performansi — Pariz, Francuska - Rue Instin, performansi ulične umetnosti — rue Dénoyez, Pariz, Francuska - Kolektivna izložba i performans — Galerija Le cabinet d'amateur, Pariz, Francuska - La friche, la fin, la fête — Galerija Frichez-nous la Paix, rue Dénoyez, Pariz, Francuska |
| 2014      | - Rousseau sur 1 plateau — Pariz, Francuska - No Money No Art — Berlin, Nemačka - Street collective 2 — Pariz, Francuska - Rencontres — Mers-sur-Indre, Francuska - Paris Zone libre 3 — Pariz, Francuska - Mural Biennal — Dongpirang, Južna Koreja - Typozine — Varšava, Poljska - Haribo Verboten — Berlin, Nemačka - Inspire Collective — Jerusalim, Izrael - Instin in Berlin — Berlin, Nemačka |
| 2013      | - Reclaim Your City — Berlin, Nemačka - Druck Berlin — Berlin, Nemačka - Mythiq 27, izložba — Espace Cardin, Pariz, Francuska - Graves — Viktorijavil, Kanada - Following or not — Njujork, SAD - Under pressure — Montreal, Kanada - Viva ! — Montreal, Kanada - Street art – Le Cosset, Francuska - Ex voo – Avalon, Francuska - The urban artist home – Brisel, Belgija - Collective street 1 – Pariz, Francuska - Paris Zone Libre 2 – Pariz, Francuska - Cut – Berlin, Nemačka - Instin, kolaž – Toronto, Kanada - Les murs ont la parole – Pariz, Francuska - Instin – Monpelje, Francuska - Escapade en librairie – Monpelje, Francuska - Mix art – Berlin, Nemačka |
| 2012      | - An art market in the bath – Berlin, Nemačka - Arts fund exhibition – Boulan Hotel, Majami, SAD - The future starts now – galerija Neurotitan, Berlin, Nemačka - Blue Wind International Multimedia Art Festival, performans – Mjanmar (Burma) - Korean Experimental Arts Festival – Seul, Južna Koreja - International performance art festival – Anyang, Južna Koreja - Paris Zone Libre – Galerija Frichez-nous la Paix, Pariz, Francuska - Escape, International Performance Festival – Berlin, Nemačka - The Stroke Urban Artfair – Berlin, Nemačka |
| 2011      | - Print Making Festival – Estonija - Hunger, performans – Berlin, Nemačka - Artaq, umetnička radionica i izrada murala za grad Anže — Francuska - Keaf, performans i ulična umetnost — Seul, Južna Koreja - Viva Montreal, performans, ulična umetnost – Montreal, Kanada - Fresh paint, izložba – Montreal, Kanada - Grabowsee, ulična umetnost – Berlin, Nemačka - Print festival – Berlin, Nemačka - Tama tupada, performans, ulična umetnost – Filipini - Obseded 3, performans – Njujork, SAD - Dissidents, izložba – Berlin, Nemačka |
| 2010      | - Beyond pressure, performans, ulična umetnost — Yangon, Mjanmar (Burma) - Keaf, performans, ulična umetnost — Seul, Južna Koreja - 360 years in exile, rezidencija – Gangžin, Južna Koreja - Artaq, ulična umetnost – Berlin, Nemačka - Diverse universe, performans – Berlin, Nemačka - Ravy 2010, performans — Jaunde, Kamerun - Crane in K.Faust, ulična umetnost – Hanover, Nemačka - Printemps des Poètes, ulična umetnost — Berlin, Nemačka - Le MUR, 3 years, ulična umetnost – Pariz, Francuska - Reclaim your city, ulična umetnost — Berlin, Nemačka - Warter, izložba – Berlin, Nemačka                                                                        |
| 2009      | - Vive la poésie, Printemps des Poètes – Berlin, Nemačka - Viva Montréal, performans, ulična umetnost — Montreal, Kanada - Zaz, performans, ulična umetnost – Tel Aviv, Jerusalim, Izrael - Du street art à la campagne, izložba – Le Cosset, France - Arrêt sur parcours, ulična umetnost, izložba – Ševinji, Francuska - Urban affairs extented, ulična umetnost, izložba – Berlin, Nemačka - Papergirl, izložba – Berlin, Nemačka - Drucker Festival, izložba – Berlin, Nemačka - Museum of Capitalism – Berlin, Nemačka |
| 2008      | - In graafika, performans, izložba – Parnu, Estonija - 1968 – 1989, agit prop – Université des arts de Berlin, Nemačka - Squatt the world, sa LAB 39 – Pariz, Francuska - Not a penny off the pay, ulična umetnost – Bristol, Velika Britanija - Urban affairs, ulična umetnost – Berlin, Nemačka - Le MUR, ulična umetnost — Pariz, Francuska - Instin, performans, ulična umetnost – Arkej, Francuska - 400 ml, izložba – Pariz, Francuska - Volks Luxus, izložba – Berlin, Nemačka - 12 days for X.mas, ulična umetnost – Bristol, Velika Britanija |
| 2007      | - In graafika, performans, izložba – Parnu, Estonija - Pig me !, izložba – Berlin, Nemačka - C.S.T, izložba – Feldkirš, Austrija - D.universe 3, performans, ulična umetnost – Estonija, Finska - Fleischerei in Paris, izložba – Pariz, Francuska - Open Space, izložba, performans – Berlin, Nemačka - KEAF, performans, ulična umetnost – Seul, Južna Koreja - Post Korea show, izložba – Berlin, Nemačka |
| 2006      | - Reveversible 2, izložba – Feldkirš, Austrija - 1 week, izložba – Berlin, Nemačka - Street art workshop – Seul, Južna Koreja - The world is everywhere – Hanjang, Južna Koreja - After vive la bourgeoisie, izložba - Berlin, Nemačka - Inoperable, izložba, ulična umetnost – Beč, Austrija - Blue S, izložba – Le Cosset, Francuska - Viva Montreal, performans, ulična umetnost — Montreal, Kanada - Desformes, performans, ulična umetnost — Santijago, Čile - Dites 33, izložba — Pariz, Francuska - Schichtwechsel plakatwettbewerb, izložba — Šaan, Lištenštajn - After Seoul Montreal Santiago, izložba — Pariz, Francuska                                        |
| 1991      | - Art Co'91, Velika Kapija Defansa (fr. Grande Arche de La Défense), Prva zvanična podrška Ministarsva Kulture francuskom pokretu ulične umetnosti — Pariz, Francuska |
| 1988 1989 | - Izložba u galeriji Monti-Curi — Pariz, Francuska - L'Urbaine, izložba i performansi – diskoteka La Locomotive, Pariz, Francuska - Izložba u B'Art-Cloche — Pariz, Francuska |
| 1987      | - Free Art, l'année Beaubourg, izložba — Free-Time, Pariz, Francuska |
| 1985      | - Izložba u baru L'Hélium — Pariz, Francuska - Prvi skup pokreta ulične umetnosti i grafita, na inicijativi grupe VLP, sa umetnicima : Speedy Graphito, Miss Tic, Epsylon Point, Blek le rat, Futura 2000, Nuklé-Art, Jef Aérosol, Banlieue-Banlieue… — Bondi, Francuska |